# Марк ван Бомел
Марк Петер Гертруда Андрес ван Бомел (хол. Mark Peter Gertruda Andreas van Bommel; Масбрахт, 22. април 1977) бивши је холандски фудбалер и тренутни тренер белгијског прволигаша Ројал Антверпена.

## Каријера
Каријеру је почео у Фортуни Ситард из које је прешао у ПСВ. За ПСВ је играо шест сезона, и након истека уговора прешао је 2005. у Барселону као слободан играч. Тамо је провео једну сезону у којој је успео да освоји Лигу шампиона. Након тога је прешао у Бајерн Минхен, за који је играо пуних пет сезона. Ушао је у историју Бајерна као први странац који је био капитен тима. У том периоду освојио је две титуле првака Немачке и играо је у финалу Лиге шампиона. Након Бајерна, једну сезону је провео у Милану, па се потом вратио у ПСВ Ајндховен.

## Репрезентација
За репрезентацију Холандије је дебитовао 7. октобра 2000. у победи над Кипром од 4:0. Први гол је постигао 14. марта 2001. против Андоре (0:5) у квалификацијама за светско првенство у фудбалу 2002. Прво велико такмичење на којем је играо за репрезентацију било је Светско првенство 2006. За Светско првенство 2002. Холандија није успела да се квалификује, а Европско првенство 2004. пропустио је због повреде.
Након светског првенства 2006. дошао је у сукоб са тадашњим селектором Марком ван Бастеном. Ван Бомел је тада изјавио да се придружује Руду ван Нистелроју у одлуци да не игра за репрезентацију док год је ван Бастен селектор. Након што је ван Бастен преузео Ајакс, нови селектор је постао Берт ван Марвјик, чијом је ћерком ван Бомел ожењен. Након повратка у репрезентацију, био је стартер на Светском првенству 2010. на којем је Холандија стигла до финала.
Након повлачења Ђованија ван Бронкхорста из репрезентације, ван Бомел је преузео од њега капитенску траку, коју је први пут понео у победи над Сан Марином од 5:0. Као капитен репрезентацију је предводио и на Европском првенству 2012.

## Успеси (као играч)

### Клупски
ПСВ Ајндховен
- Ередивизија (4) : 1999/00, 2000/01, 2002/03. и 2004/05.
- Куп Холандије (1) : 2004/05.
- Трофеј Јохана Кројфа (3) : 2000, 2001. и 2003.

Барселона
- Првенство Шпаније (1) : 2005/06.
- Суперкуп Шпаније (1) : 2006.
- Лига шампиона (1) : 2005/06.

Бајерн Минхен
- Бундеслига (2) : 2007/08. и 2009/10.
- Куп Немачке (2) : 2007/08. и 2009/10.
- Лига куп Немачке (1) : 2007.
- Суперкуп Немачке (1) : 2010.

Милан
- Серија А (1) : 2010/11.
- Суперкуп Италије (1) : 2011.

### Репрезентативни
Холандија
- Светско првенство (друго место) : 2010.

### Индивидуални
- Најбољи фудбалер године у Холандији (2) : 2001. и 2005.

## Успеси (као тренер)

### Клупски
Ројал Антверпен
- Првенство Белгије (1) : 2022/23.
- Куп Белгије (1) : 2022/23.
- Суперкуп Белгије (1) : 2023.